# 1361
Пізнє Середньовіччя •  Реконкіста •  Ганза •  Авіньйонський полон пап •  Монгольська імперія •  Столітня війна

## Геополітична ситуація
Імператором Візантії є Іоанн V Палеолог (до 1376), Карл IV Люксембург — імператором Священної Римської імперії (до 1378). У Франції править Іоанн II Добрий (до 1364).
Апеннінський півострів розділений: північ належить Священній Римській імперії, середню частину займає Папська область, південь належить Неаполітанському королівству. Деякі міста півночі: Венеція, Піза, Генуя тощо, мають статус міст-республік. Триває боротьба гвельфів та гібелінів.
Майже весь Піренейський півострів займають християнські Кастилія і Леон, де править Педро I (до 1366), Арагонське королівство та Португалія, під владою маврів залишилися тільки землі на самому півдні. Едуард III королює в Англії (до 1377), Магнус Еріксон є королем Швеції (до 1364), а його син Гокон VI — Норвегії (до 1380), королем Польщі — Казимир III (до 1370). У Литві княжить Ольгерд (до 1377).
Руські землі перебувають під владою Золотої Орди. Триває війна за галицько-волинську спадщину між Польщею та Литвою. Польський король Казимир III захопив Галичину, литовський князь Ольгерд — Волинь.
У Києві править князь Федір Іванович. Ярлик на володимирське князівство має суздальський князь Дмитро Костянтинович (до 1363).
Монгольська імперія займає більшу частину Азії, але вона розділена на окремі улуси, що воюють між собою. У Китаї, зокрема, править монгольська династія Юань. У Єгипті владу утримують мамлюки. Мариніди правлять у Магрибі. Делійський султанат є наймогутнішою державою Індії. В Японії триває період Муроматі.
Цивілізація мая переживає посткласичний період. Почали зароджуватися цивілізація ацтеків та інків.

## Події
- Фактичну владу в Золотій Орді захопив воєвода Мамай.
- У Францію, Англію, Ломбардію та Арагон повернулася чума, яку розносили загони найманців.
- Французькі землі спустошують ватаги грабіжників, що отримали назву тар-веню.
- Війська короля Данії Вальдемара IV Аттердага захопили Вісбю й увесь Готланд. Швеція, Норвегія та Ганза уклали союз проти Данії.
- Буду проголошено столицею Угорського королівства.
- Засновано Павійський університет.
- Турецький султан Мурад I захопив Адріанополь і встановив у ньому свою столицю.

## Народились
- 26 лютого — Вацлав IV, чеський король (1378–1419), імператор Священної Римської імперії (1378–1400).